# Kralj David
Kralj David bio je drugi kralj Kraljevstva Izraela i nasljednik kralja Šaula, vladao je od 1005. pr. Kr., do 965. pr. Kr. Bio je kralj koji je ujedinio 12 Izraelskih plemena, naslijedio ga je sin Salomon. Njegov je otac bio Betlehemac Jišaj.
Zapamćen je kao najpravedniji od svih starih Izraelskih kraljeva, kao i veliki vojskovođa, glazbenik i pjesnik (napisao mnogo psalma). Davida je izabrao Bog te mu dao obećanje da se njegova loza neće prekinuti. Stoga od starine Židovi vjeruju da će Mesija, što znači »pomazanik« (onaj koji je izabran za kralja i pomazanjem posvećen za tu službu) biti izravan potomak Davidov. Kršćanski sveti spisi, osobito Novi zavjet ukazuju da je Isus izravan potomak Davida (vidi: Rodoslovlje Isusa Krista). Priroda Davidove vladavine pa čak i samo njezino postojanje ne može se točno dokazati povijesnim ili arheološkim nalazima. Ipak, ovaj lik predstavlja jedan od temelja za Židovsku povijest i zapadnu kulturu.

## Davidov život

### David i Golijat
U vrijeme vladavine kralja Šaula Izraelci su se branili od vojske Filistejaca. David, najmlađi Jišajev sin jednog je dana, donoseći hranu za svoju stariju braću koja su se borila na strani Šaula, čuo za Filistejskog borca, divovskog Golijata. Golijat je izazivao Izraelce da mu pokažu svog šampiona kako bi vidjeli tko je bolji u borbi jedan na jedan. David je, žudeći za dokazivanjem, inzistirao braći da bi mogao poraziti Golijata. Kada je Šaul čuo za ovo, iako nevjerujući, pustio je Davida da izvrši nakanu. I doista, David je porazio Golijata jednim hitcem iz svoje praćke pogodivši ga u čelo i tako ga ubivši. Sada omiljen među Izraelcima, David je pošao Šaulu nosivši mu glavu Golijata na što ga ovaj upita čiji je sin, a David mu odvrati "Ja sam sin Jišaja iz Betlehema". Time će početi i brojni sukobi između kralja Šaula i Davida kao novog pretendenta na prijestolje, do konačne Šaulove pogibije u borbi s Filistejcima i Davidova dolaska na vlast.
| Portal:Kršćanstvo | Portal: Kršćanstvo |